# Klaaglied voor Catherine
Het Klaaglied voor Catherine is een compositie van Frank Bridge. Bridge schreef het van oorsprong voor piano solo geschreven werk ter nagedachtenis van een negenjarig meisje Catherine, dat omkwam bij de torpedering van de Lusitania op 7 mei 1915. Bridge schreef zijn gedachten op papier op 14 juni 1915. Het tempo is adagio con molto espressione. De stijl van het werk wijkt af van de doorgaans goed in het gehoor liggende muziek van Bridge; hij sloot zich met dit werk meer aan bij de modernere klassieke muziek op het vasteland van Europa.
Al vrij snel schreef Bridge ook een versie voor orkest, want op 15 september 1915 leidde hij dat werk als dirigent van het New Queen's Hall Orchestra in de Queen's Hall, de rest van de avond dirigeerde Henry Wood.

## Discografie
- Uitgave Naxos: Ashley Wass in 2005 (pianoversie
- Uitgave Chandos: BBC National Orchestra of Wales o.l.v. Richard Hickox in 2003 (orkestversie)
- Uitgave Lyrita: London Philharmonic Orchestra, Adrian Boult (orkestversie)